# Schloss Murnau

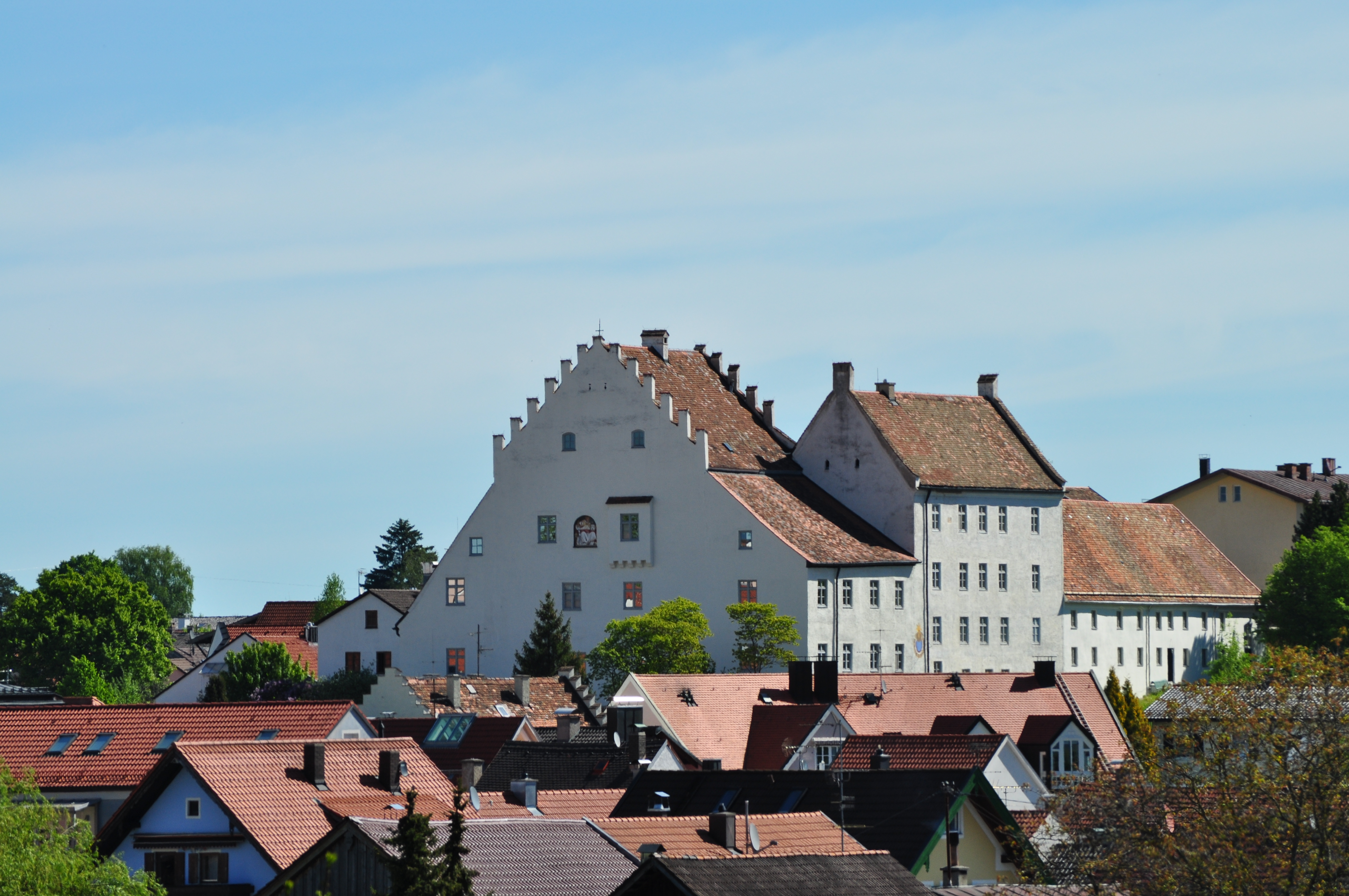
Gesamtansicht (2012)

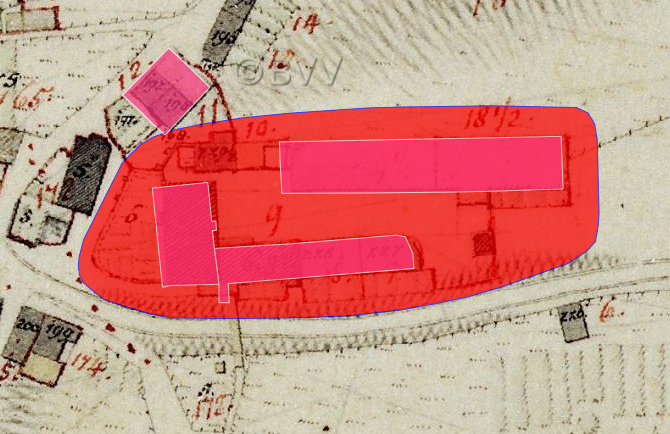
Lageplan von Schloss Murnau auf dem Urkataster von Bayern

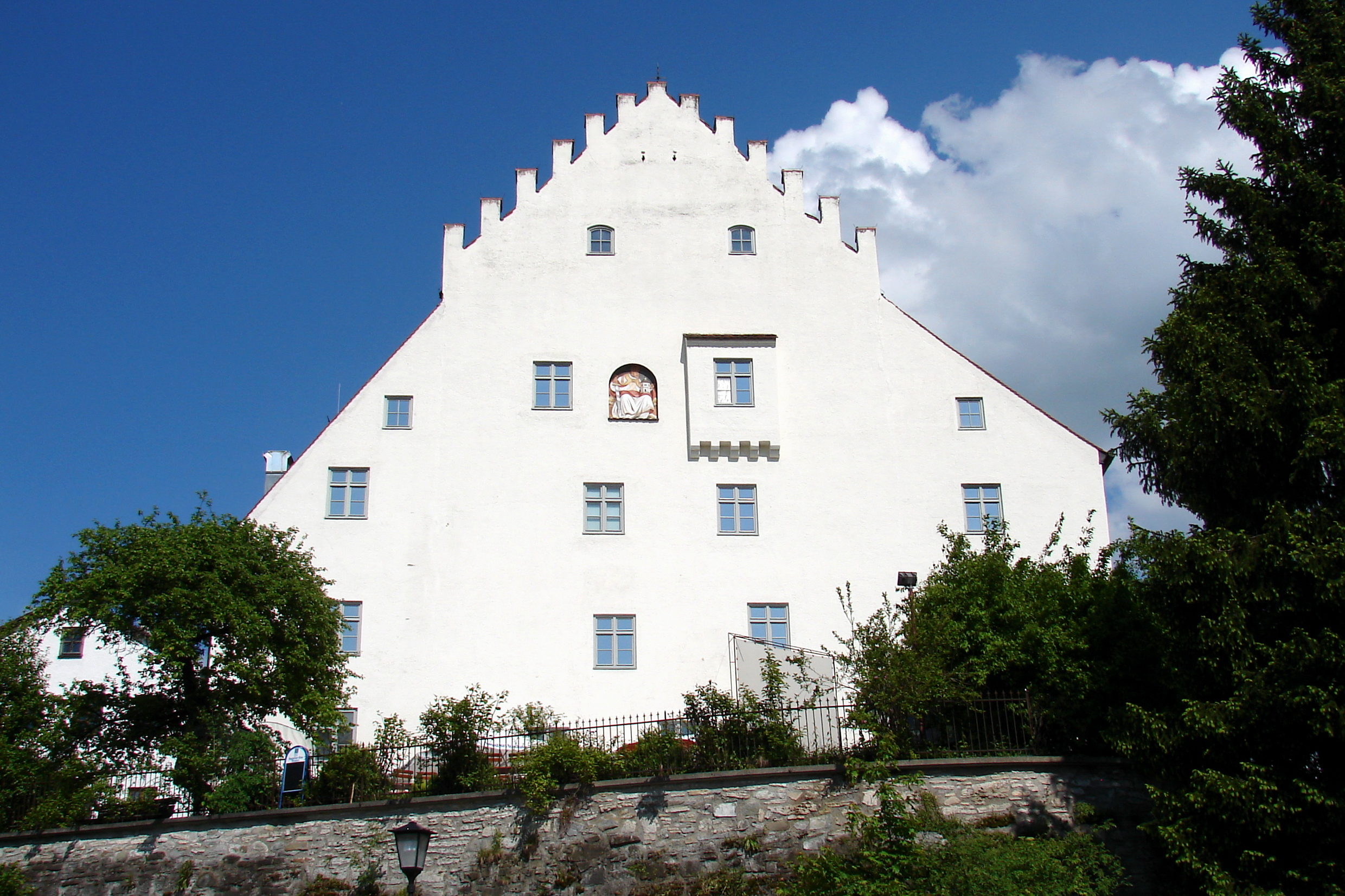
Fassade (2013)

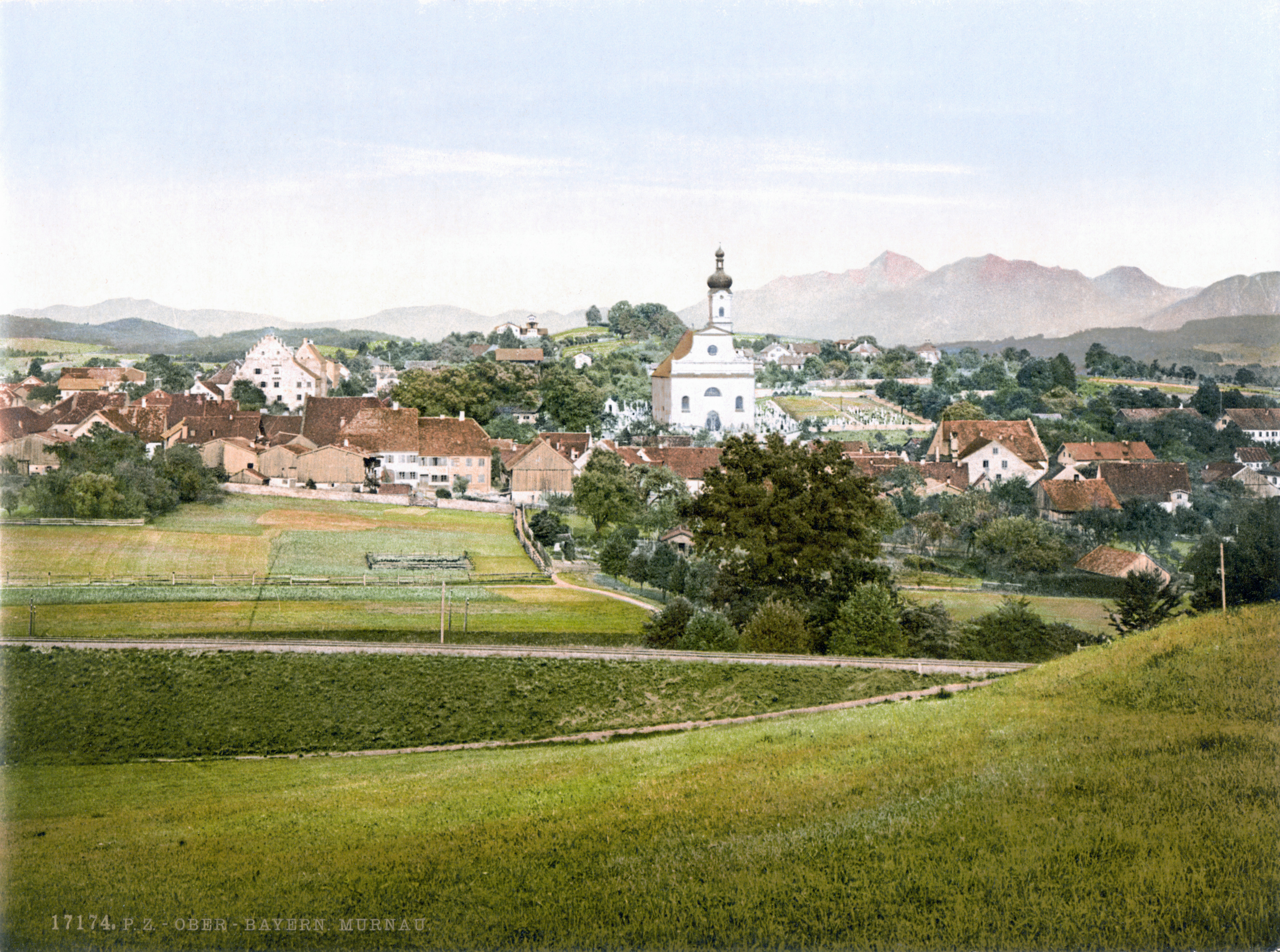
Murnau, um 1900, Photochrom. Das Schloss ist als weißes Gebäude an seinem mit Zinnen gekrönten Giebel links im Bild zu erkennen.

Das Schloss Murnau befindet sich im Markt Murnau am Staffelsee im oberbayerischen Landkreis Garmisch-Partenkirchen. Das Murnauer Schloss ging aus einer Burg hervor; heute befindet sich darin das Schloßmuseum Murnau. Die Anlage ist unter der Aktennummer D-1-80-124-69 als Baudenkmal verzeichnet. „Untertägige mittelalterliche und frühneuzeitliche Befunde im Bereich von Schloss Murnau und seiner Vorgängerbauten mit Kapelle und Körpergräbern des hohen Mittelalters“ werden zudem als Bodendenkmal unter der Aktennummer D-1-8333-0052 geführt.

## Geschichte
Das Schloss Murnau wurde in den Jahren 1991 und 1992 zu einem Museum umgebaut, wobei auch archäologische und bauforscherische Bestandsuntersuchungen durchgeführt wurden. Durch die Publikation der Untersuchungsergebnisse kam das Murnauer Schloss in den Ruf, die „besterforschte Burg Bayerns“ zu sein. Für die frühere Burganlage und das spätere Schloss wurden mehrere Bau- und Umbauphasen ermittelt.

### Älteste Burganlage
Das Fälldatum eines Holzbalkens konnte aufgrund von Bodenfunden sowie mit Hilfe der Radiokarbonmethode und der Dendrochronologie für den Winter 1232/33 datiert werden. Daraus ergab sich im Untersuchungsjahr 1992 für die Existenz eines ersten Baues folgerichtig eine Datierung in die erste Hälfte des 13. Jahrhunderts.
Zehn Jahre später wurde dieses Datum durch die Entdeckung verschiedener Urkunden vorverlegt. Unter anderem wurde im Bayerischen Hauptstaatsarchiv eine Urkunde vom 5. April 1322 entdeckt, die nahelegt, dass zum damaligen Zeitpunkt Otto von Eurasburg als Vogt seinen Amtssitz bereits in der Murnauer Burg hatte. Dabei handelte es sich offensichtlich um einen Wohnturm, der nur wenig später mit einer Umfassungsmauer umgeben wurde.
Östlich davon konnte eine Kapelle ergraben werden, auf deren nördlicher Seite mehrere Menschen ohne Särge und ohne Grabbeigaben bestattet worden waren. Bereits die Untersuchungen von 1992 ergaben, dass die Kapelle und die Gebeine aus dem 11./12. Jahrhundert stammen.
Die neuerlichen Grabungen von 2009/10 bestätigten die frühe Datierung mit einer Bauabfolge für die Gesamtanlage, die „mit Fund und Befund ins 12. und womöglich sogar ins 11. Jahrhundert zurückreichen.“ Die Chronologie der Frühzeit wird gestützt durch Keramikfunde, die mit sogenannten „romanischen Leistenrändern“ und „gotischen Kragenrändern“, die auf der „langsam drehenden“- beziehungsweise auf der „fußbetriebenen Töpferscheibe“ gefertigt wurden.
Der ehemals viergeschossige Wohnturm ist zu großen Teilen heute noch im Westflügel des Schlosses erhalten. Im Grundriss ist er mit Abmessungen von ca. 13 × ca. 14 Metern nahezu quadratisch. Zugänglich war das Gebäude ursprünglich im dritten oder vierten Geschoss über eine Holztreppe. Als Besonderheit konnten Schiebefenster bzw. -läden als originale Fenster von 1233 nachgewiesen werden, die „in Bayern wohl einmalig sind“.

### Umbauten im 16. Jahrhundert
Für die Zeit zwischen 1233 und der ersten Hälfte des 16. Jahrhunderts wurden nur kleinere Bauarbeiten festgestellt. Umfassende Baumaßnahmen wurden 1539 eingeleitet. Mit dieser Jahreszahl, die man in einer Steinplatte im Südflügel des Schlosses eingemeißelt vorfand und die datumsmäßig von dendrochronologischen Untersuchungen flankiert wird, lassen sich der Baubeginn des heutigen großen Südflügels des Schlosses und ein kleiner nördlicher Anbau in Verbindung bringen. Die Erweiterungsbauten des 16. Jahrhunderts prägen noch heute die Schlossanlage.
Die Anlage wurde seit der zweiten Hälfte des 14. Jahrhunderts bis zur Säkularisation 1803 vom Kloster Ettal als Amts- und Wohnsitz des Pflegers (Pflegschloss) und als Gerichtssitz genutzt.

### Umbau zum Schulhaus
Der bauliche Niedergang des Schlosses begann bereits vor dem Reichsdeputationshauptschluss und der Säkularisation von 1803, bei der unter anderem auch das Landgericht Murnau aufgehoben und Murnau dem Landgericht Weilheim zugeordnet wurde. Im Januar 1804 ersteigerte der Magistrat von Murnau den Südflügel des Schlosses, um ihn zu Schulzwecken mit Klassenzimmern und Lehrerwohnung umzubauen. In den 1860er-Jahren wurde auch der Westflügel für den Schulbetrieb gleichermaßen nutzbar gemacht.
Von 1804 bis 1980 existierte hier die Schule der Gemeinde Murnau.

### Umbau zum Museum
1989 beschloss die Gemeinde Murnau, die über lange Zeit leerstehenden Räumlichkeiten des Schlosses zu einem Museum umzubauen, das die Besonderheiten der Murnauer Landschaft, seiner Geschichte, Volkskunde und Kunst darstellen sollte. Die in den Jahren 1991 und 1992 umgesetzte Museumskonzeption hat bis heute Bestand und gilt als sehr erfolgreich. Das 1993 eröffnete Schloßmuseum Murnau wurde für seine Konzeption und für seine ergänzenden Sonderausstellungen im Jahr 1995 mit dem Bayerischen Museumspreis ausgezeichnet.